# 卡科德
卡科德（Kakod），是印度北方邦Gautam Buddha Nagar县的一个城镇。总人口7119（2001年）。

## 人口
该地2001年总人口7119人，其中男性3796人，女性3323人；0—6岁人口1537人，其中男816人，女721人；识字率43.46%，其中男性为52.56%，女性为33.07%。